# کراسنی اوریوش
کراسنی اوریوش (انگلیسی: Krasny Uryush) یک شهرک در شهرستان کاراایدلسکی استان باشقیرستان کشور روسیه است.